# Laugarvatn

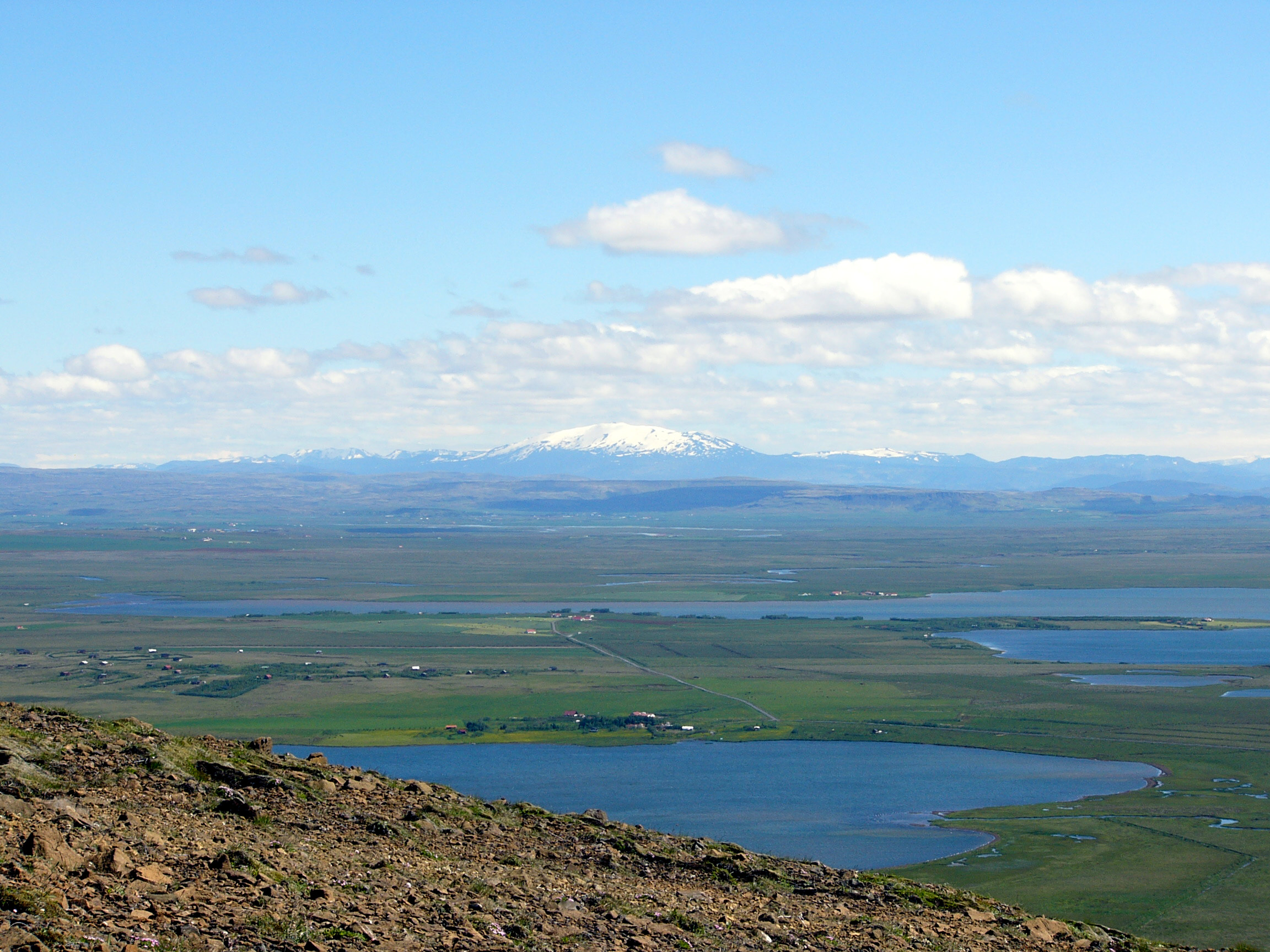
Laugarvatn z Heklą w tle

Laugarvatn – jezioro w południowo-zachodniej Islandii. 
Ze swoją powierzchnią 2,14 km² jest dużo mniejsze od sąsiadującego z nim Apavatn. 
Jezioro Laugarvatn, jak i miejscowość o takiej samej nazwie na jego brzegu, leżą w gminie Bláskógabyggð.
Znajduje się przy złotym kręgu – trasie turystycznej. 
Najkrótsza droga z Þingvellir do gejzerów Haukadalur prowadzi szutrową drogą przez niezamieszkane okolice wzdłuż Laugarvatn na północ.
Mówi się, że ciała ostatniego katolickiego biskupa Islandii, Jóna Arasona z Hólaru, i jego synów, po zamordowaniu ich w XVI wieku, były umyte w tym jeziorze.